# Exagon Furtive-eGT
La Exagon Furtive-eGT è una vettura realizzata dall'azienda francese Exagon Engineering nel 2014.

## Sviluppo
Presentata ufficialmente nel luglio del 2014 presso l'evento Salute to Style svoltosi nel Hurlingham Club di Londra, la Furtive-eGT si basava su di una precedente concept car realizzata nel 2010.

## Tecnica
La vettura è dotata di un telaio in fibra di carbonio rinforzato rivestito da una carrozzeria in materiale composito per essere sia leggera che rigida. L'unità propulsive era fornita dalla Siemens composta da due propulsori elettrici da 148 kW eroganti 200 CV di potenza ciascuno, per un totale di 400 CV. L'energia era fornita da un pacco di batterie agli ioni di litio da 57 kWh per un'autonomia massima di 400 km. L'accelerazione da 0 a 100 km/h avveniva in 3,5 secondi, con velocità massima di 287 km/h.